# Marga Boodts
Maria Bötticher, detta Marga e coniugata Boodts (Germania, 18 febbraio 1895 – Sala Comacina, 24 ottobre 1976) fu una donna tedesca che proclamò di essere la granduchessa Ol'ga Nikolaevna Romanova, primogenita dell'ultimo zar Nicola II di Russia.

## Biografia

### La comparsa in Italia
Apparve in Italia per la prima volta nel 1939, all'inizio della Seconda guerra mondiale, alloggiando con un uomo, Maximilian Weiss, all'Hotel Bazzoni di Tremezzo, sul Lago di Como, per circa due anni. Si faceva chiamare "signora Weiss". L'aggravarsi degli eventi bellici e l'amicizia nata con una donna della vicina Menaggio che conosceva la lingua tedesca, tale Marta Airoldi, classe 1905, proprietaria di una bottega di ferramenta, la convinsero a restare in zona. 
Le due donne convivevano prima in una villa a Menaggio, poi, dal 1946, in un'altra villa (che sarebbe stata concessa in usufrutto da un ricco svizzero) che dava direttamente sul lago, a Nobiallo, frazione dello stesso comune lariano. Nei primi anni di questa permanenza, Marga Boodts avrebbe notato persone che la seguivano furtivamente, e vi sarebbero stati spari notturni contro le finestre; in seguito la vita si sarebbe stabilizzata. Le due donne vivevano assieme a cani (si ricordano i due pastori tedeschi Wolf e Teufel) e gatti, nella villa che Marga aveva adornato di cimeli russi e foto del suo presunto padre e della sua presunta famiglia. Nel giardino vi era anche una fontana con all'interno dei pesci rossi.
Marga Boodts conduceva un alto tenore di vita, vestiva elegante, indossava pellicce e si adornava di gioielli; nel tardo pomeriggio si recava con la Airoldi in bicicletta nel centro di Menaggio per il tè in un bar, e usava spesso il taxi anche per compiere lunghe distanze. Inoltre era generosa coi meno abbienti, in particolare se bambini (che riempiva di dolci ogni volta che la andavano a trovare), cercava di evitare i giornalisti e di vivere riservatamente, e collezionava francobolli come il suo presunto padre, lo zar. In villa passava il tempo leggendo libri in varie lingue e suonando Čajkovskij al pianoforte a memoria, affermando di averlo appreso da bambina. Inoltre era in contatto con la sua presunta sorella minore Maria (ovvero Ceclava Czapska), che si era trasferita con la famiglia a Roma: le due donne di tanto in tanto si facevano reciprocamente visita e facevano viaggi insieme.

### Il suo passato presunto
Sempre seguita e supportata dalla Airoldi, Marga Boodts affermava di essere fuggita prima dell'alba del 17 luglio 1918 dall'esecuzione della sua famiglia grazie a un ufficiale cosacco di nome Dimitri K. che, innamorato di lei, l'avrebbe tramortita con il calcio della sua pistola invece che spararle, e in seguito l'avrebbe sostituita con il corpo di una cameriera uccisa per sciacallaggio. In seguito Dimitri, assieme a due soldati fedeli allo zar, dei quali uno morto durante il viaggio, l'avrebbe accompagnata a Vladivostok, in Siberia, dove l'avrebbe attesa una truppa tedesca agli ordini del Kaiser Guglielmo II di Germania e di suo fratello il principe Enrico di Prussia. La truppa l'avrebbe sistemata in una casa di contadini e le avrebbe dato un passaporto tedesco con il nome di Maria Bötticher, una tedesca emigrata negli Stati Uniti d'America e non più in vita. Dopo qualche tempo lei, accompagnata dalla truppa, avrebbe attraversato la Cina o, secondo un'altra versione, raggiunto in nave l'America. Al termine delle sue peregrinazioni avrebbe dovuto raggiungere il Kaiser Guglielmo II a Potsdam, in Germania, ma la sua abdicazione, a novembre dello stesso 1918, le avrebbe reso necessario rifugiarsi in un convento in Polonia. 
A inizio novembre 1919 avrebbe raggiunto Amburgo, dove l'avrebbe attesa una dama di compagnia scelta dall'ex Kaiser, la baronessa vedova Elisabeth von Schaevenbach, nata von Esebeck, classe 1886, figlia del tenente generale Burkhard von Esebeck (1854-1921), amico del Kaiser, donna che già avrebbe visitato più volte la corte russa in passato, conoscendo quindi bene la granduchessa. Dopo essersi trasferite a Dresda, Marga per le precarie condizioni di salute e un grave esaurimento nervoso sarebbe stata ricoverata nel sanatorio di Weißer Hirsch. In questo periodo, ventiquattrenne, avrebbe perso i capelli, che le sarebbero presto ricresciuti ma bianchi. Nella primavera del 1920 avrebbe lasciato il sanatorio per vivere nuovamente con la sua dama di compagnia, raggiungendo finalmente in autunno l'ex Kaiser, commosso al vederla, nel suo esilio di Doorn, nei Paesi Bassi. Sia Guglielmo II che la moglie Augusta l'avrebbero riempita di regali, soprattutto gioielli, e le avrebbero donato due ville di campagna con vaste proprietà terriere e agricole a Stralsund, in Pomerania, oltre un sostegno economico. Lei avrebbe giurato al Kaiser silenzio sulla sua identità. 
In questo periodo sarebbe iniziata una fase serena nella vita della donna: avrebbe vissuto insieme alla sua dama di compagnia prima a Potsdam per qualche anno, poi a Berlino, prima nella Fasanenstraße, poi nella Xantener Straße, al 6. Mercoledì 5 maggio 1926 avrebbe sposato a Berlino Carl Boodts, un ufficiale tedesco, ma avrebbe divorziato già dopo meno di due anni, venerdì 20 aprile 1928. Boodts, che sarebbe stato un testimone prezioso di tutti questi fatti, sarebbe però morto poco tempo dopo. Sarebbero stati numerosi anche i periodi trascorsi a Stralsund, dove avrebbe amato compiere lunghe cavalcate alla maniera cosacca nelle sue proprietà. Per la sua sicurezza sarebbe stata costantemente sorvegliata da ex membri dell'Ochrana, la polizia segreta zarista. 
Il passaporto di Marga Boodts riportava inoltre numerosi viaggi in località europee e in Africa. In Danimarca nel 1927 avrebbe riabbracciato la supposta nonna paterna Dagmar di Danimarca. Durante i suoi viaggi avrebbe alloggiato negli alberghi più esclusivi e frequentato i casinò, incontrando personalità politiche, molte delle quali sarebbero state a conoscenza della sua vera identità. Nel 1934 l'ex Kaiser Guglielmo avrebbe organizzato un suo incontro in Vaticano dal papa Pio XI, che le avrebbe mostrato un libro di verbali nel quale, per nove pagine, sarebbero stati elencati beni e preziosi speditigli dallo zar suo padre quando era minacciato dalla rivoluzione, e le avrebbe proposto la restituzione, ma lei avrebbe rinunciato, dati gli ingenti beni già ricevuti dall'ex Kaiser. Nel 1939, in vacanza a Sanremo, si sarebbe vista impossibilitata a passare per la Germania dato che il suo amministratore, certo Maximilian Weiss, era ebreo. Sarebbe quindi andata in Romania dalla presunta sorella minore Maria (ovvero Ceclava Czapska). Vista la situazione pericolosa causa guerra, sarebbe tornata a Sanremo. Proprio in quel periodo, a giugno 1941, morì il Kaiser Guglielmo, e lei si sarebbe fatta spedire da Doorns una borsa piena di gioielli e monete d'oro indirizzata come "borsa diplomatica vaticana" all'inesistente mons. Federico Giobbe, ritirata dal suo avvocato presso una banca. In seguito Marga Boodts avrebbe optato prima per il Lago Maggiore, poi, dopo un breve periodo vissuto a Stresa, per il Lago di Como, precisamente Tremezzo, Hotel Bazzoni.

### Il supporto di parenti e personaggi illustri
A inizio anni '50 i suoi soldi iniziarono a scarseggiare. Chiese così udienza a papa Pio XII (che a suo dire avrebbe già conosciuto negli anni '20 quando era nunzio apostolico in Baviera), nella speranza di ottenere quei beni di famiglia propostile dal suo predecessore papa Ratti. Ottenne l'udienza a ottobre 1953, ma non andò a buon fine. Marga Boodts non si diede per vinta e, grazie a un'amica moglie di un ex ministro degli Esteri polacco, riuscì a farsi nuovamente ricevere martedì 17 novembre a Castel Gandolfo, questa volta come granduchessa Olga di Russia, così accreditata senza alcun dubbio dal pro Maestro di Camera mons. Federico Callori di Vignale, con la ragione "per motivi personali riservati". Il papa si mostrò comprensivo e non mise mai in dubbio l'identità della signora, garantendole che avrebbe sistemato la sua situazione, e congedandola con una benedizione in tedesco a lei e al suo popolo e con il dono di un rosario, ma in seguito il libro che le avrebbe mostrato il predecessore Pio XI, che avrebbe elencato i beni della famiglia Romanov custoditi in Vaticano, non si trovò, e Marga Boodts fece causa alla Città del Vaticano, avviando un lungo contenzioso presso il Tribunale di prima istanza della Città del Vaticano che non si fermò nemmeno dinanzi alla concessione di un vitalizio prelevato da madre Pascalina Lehnert, presente a entrambe le udienze, da un fondo di carità papale usato a sua discrezione. Ricevendo questo vitalizio, Marga Boodts si considerò riconosciuta dal Vaticano come figlia dello zar, e richiese alla Santa Sede che tale riconoscimento divenisse ufficiale, ma ciò non avverrà mai. Il papa comunque, su richiesta di chiarimento di madre Pascalina, aveva confidato alla monaca stessa che la donna era realmente la granduchessa Olga, ma che non lo si potesse dire. 
La sua presunta vita divenne nota nel 1956 grazie a un reportage a puntate del settimanale Epoca, edito dalla Arnoldo Mondadori Editore. Precedentemente aveva firmato un contratto con la stessa Mondadori per un libro di memorie dal titolo Io vivo, a cui aveva iniziato a lavorare assieme alla grande amica contessa Brigitte von Harrach, cioè la figlia secondogenita classe 1912 della sua defunta dama di compagnia Elisabeth von Schaevenbach, e dal 1941 seconda moglie del vedovo conte Günther von Harrach. Nonostante l'anticipo percepito e l'avanzamento dello scritto, il libro non verrà pubblicato, qualcuno disse per veto del Vaticano, vista la causa in corso sulle ricchezze dello zar che sarebbero là conservate. 
Mercoledì 30 gennaio 1957 Brigitte von Harrach rilasciò presso il notaio Heinrich Stein, in Lussemburgo, una testimonianza dattiloscritta che assicurava che Marga Boodts era la granduchessa Olga, figlia dello zar Nicola II. Nello stesso anno Marga/Olga andò in vacanza ad Antibes, sulla Costa Azzurra, con la sua presunta sorella Maria (Ceclava Czapska) e suo marito, il principe Nicolaj Dolgorukij, alloggiando all'Hotel du Cap. 
Sempre nel 1957 il sessantenne cugino di Olga, il principe Sigismund di Prussia, che viveva in Costa Rica, si era recato in Germania, a Unterlengenhardt, distretto di Bad Liebenzell, Foresta Nera, a visitare Anna Anderson, la nota presunta Anastasia Romanova, resa ancor più celebre dall'uscita del film ispirato alla sua vicenda: Anastasia, con Ingrid Bergman. Qui ricevette una telefonata dalla contessa Brigitte von Harrach. Brigitte informò Sigismondo che sua cugina Olga non era morta, e che risiedeva sul Lago di Como, a Nobiallo, in difficili condizioni economiche. Sigismondo di Prussia venerdì 20 settembre si recò quindi a Nobiallo da Marga Boodts e, così come aveva (sbagliandosi) riconosciuto Anna come la cugina Anastasia, riconobbe lei come l'altra cugina Olga, che aveva visto per l'ultima volta nel 1912. I due parlarono per due giorni di episodi personali passati vissuti insieme in gioventù che, secondo Sigismondo, soltanto la vera Olga avrebbe potuto conoscere. Inoltre osservarono fotografie e parlarono di amici e parenti. Sigismondo, colpito dal vivo azzurro dei suoi occhi e dallo sguardo identico a quello della Olga adolescente che ricordava, non ebbe alcun dubbio: si trattava di sua cugina rediviva. C'è da dire che Marga Boodts riteneva invece la Anderson un'impostora, avendo a suo dire visto con i propri occhi morire la sorella minore Anastasia. Pensava addirittura di muoverle un'azione legale, o di fare con lei un confronto pubblico in tribunale. Le due non si incontrarono mai.
Sigismondo comunicò la notizia del ritrovamento di Olga al granduca Nicola di Oldenburg, un figlioccio dell'ex Kaiser Guglielmo fervente politico monarchico attivo in Bassa Sassonia, che si recò presto a Nobiallo, pagò gli avvocati impegnati nel contenzioso contro il Vaticano, e stabilì di tasca propria una pensione per la granduchessa a suo parere ritrovata. Sigismondo di Prussia mercoledì 15 gennaio 1958, a San José, in Costa Rica, rilasciò testimonianza giurata (tramite affidavit) all'ambasciata della Repubblica Federale Tedesca assicurando con "ferma certezza" e "convinzione profonda" che Marga Boodts fosse in realtà la granduchessa Olga, primogenita dell'ultimo zar e sua cugina di primo grado. Anche la principessa Carlotta di Sassonia-Altenburg, moglie di Sigismondo, e suo fratello minore Federico Ernesto, nello stesso 1958 dopo aver visitato Anna Anderson si recarono a Nobiallo. E anche la principessa Carlotta rilasciò un affidavit di conferma sulla, a suo dire, vera identità della donna. Tra i quattro si avviò una fittissima corrispondenza composta di oltre 530 lettere. C'è da dire che soltanto Sigismondo di Prussia e la sua famiglia, e Nicola di Oldenburg, avevano riconosciuto e sostenuto Marga Boodts come Olga Romanova, mentre tutti gli altri nobili d'Europa, molti dei quali imparentati coi Romanov e contattati da Sigismondo, avevano rifiutato di farlo.
Per circa dieci anni Marga Boodts fu anche in contatto epistolare con Suzanna Catharina Hemmes, maritata de Graaff, un'olandese di Rotterdam autoproclamatasi Alessandra, presunta quinta figlia femmina segreta dello zar nonché omonima di sua madre, nata il 1º settembre 1903 e data in adozione per placare il malcontento popolare vista la mancata nascita di un erede legittimo maschio. In quel periodo infatti la zarina Alessandra aveva avuto una gravidanza isterica, che Marga Boodts diceva di ricordare molto bene. Le due donne si scambiarono anche varie fotografie, e il figlio di primo letto della de Graaff, Antoon van Weelden, si recò a Nobiallo con sua moglie, venendo trattati da nipoti. Probabilmente anche Suzanna Catharina de Graaff si recò in seguito una volta a Nobiallo.
Nel 1963 Nicola di Oldenburg scrisse una lettera al nuovo papa Paolo VI, lamentandosi dell'eccessiva durata del contenzioso giudiziario, e invitando ad accelerare il procedimento. Il caso venne seguito da vicino da mons. Gennaro Verolino, appena rientrato in Italia dalla Costa Rica, dove era nunzio apostolico; Verolino si occupò di gestire questa e altre lettere simili.

### Gli ultimi anni ed eventi postumi
Nell'ultimo periodo della sua vita, Marga Boodts si recò più volte a Roma dalla presunta sorella Maria. Inoltre, come scrisse nel suo diario, avrebbe più volte ricevuto a Nobiallo il cosacco Dimitri (da lei chiamato "il mio cosacco"), colui che le avrebbe salvato la vita, divenuto persona di rilievo nel governo sovietico; ogni volta le avrebbe portato in regalo dei gioielli, che lei e Marta Airoldi avrebbero venduto a un gioielliere di fiducia. Un giorno Marga Boodts avrebbe saputo che Dimitri sarebbe venuto a mancare, e avrebbe pianto per giorni.
Nell'aprile 1970 morì Nicola di Oldenburg, e la sua pensione venne meno. Marga poté comunque contare su Sigismondo di Prussia e sulla sua famiglia, oltre che sull'onnipresente Marta Airoldi, che pagò le sue ultime spese mediche. Nello stesso anno assistette la presunta sorella Maria a Roma, nella Casa di Cura Privata Villa Mafalda, dove si spense il 1º dicembre. Nel 1974 Federico di Sassonia, cognato di Sigismondo, portò a Nobiallo i giornalisti della BBC Anthony Summers e Tom Mangold, già autori di un documentario sulla fine dei Romanov e aperti alla possibilità della sopravvivenza di alcuni membri della famiglia. I due erano al lavoro sul libro La fine degli zar (poi pubblicato in Italia da Rizzoli), ma Marga, diffidente, rifiutò di raccontarsi a loro.
Non potendosi più alzare dal letto, si ritirò in una casa di riposo a Sala Comacina, e vi morì nel 1976 di polmonite, attorno alle 8 di sera di martedì 26 ottobre. Venne sepolta in una semplice tomba a rotazione nel cimitero di Menaggio; le spese pare siano state coperte da un lascito lasciato all'uopo da Nicola di Oldenburg. Fu invece Sigismondo che, inviando una dichiarazione giurata al Comune di Menaggio, ottenne che il nome inciso sulla lapide in marmo verde fosse Olga Nikolaiewna, con una didascalia in tedesco che la designasse come primogenita dello zar Nicola II. Marta Airoldi morì sabato 7 marzo 1981, settantacinquenne.
In seguito qualcuno ritenne che Marga Boodts fosse la donna balzata alle cronache negli anni '30 in Francia in quanto raccoglieva denaro spacciandosi per Olga, e che era per questo stata arrestata e processata per frode, dichiarando poi in tribunale di essere una szlachta, ovvero una nobile polacca, ma non ci sono prove che si fosse trattato della stessa persona. Nel 1995 Marga Boodts dovette essere esumata. I suoi resti ossei vennero raccolti e tumulati nella grande tomba permanente di una famiglia amica, sulla quale venne designata come "Olga Nicolaievna Romanov 1895 - 1976, figlia primogenita dello zar Nicola II".
Nel 2012 la casa editrice spagnola mr (Ediciones Martínez Roca), grazie alle carte conservate e ordinate da Maria Grazia Annoni, nipote di Marta Airoldi (figlia di sua sorella, che chiamava Marga Boodts "zia Olga"), e da suo marito Giorgio, curate dalla giornalista Marie Stravlo, pubblicò quell'autobiografia che avrebbe dovuto uscire per Mondadori oltre mezzo secolo prima, traducendola in spagnolo: Estoy viva - Las mémorias ineditas de la última Romanov. Sia Marga Boodts che Marta Airoldi avevano chiesto nei loro testamenti a Giorgio di continuare a impegnarsi per portare alla luce la verità.